# Cornelis Gerrit Fagel

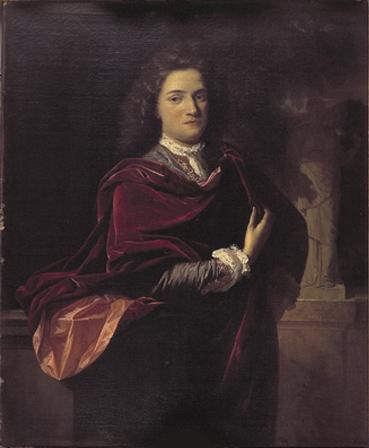
Schilderij van Fagel (1694) door Adriaen van der Werff

Cornelis Gerrit Fagel (Leiden, 28 september 1663 - 's-Gravenhage, 21 juni 1746) was een Nederlands jurist.

## Biografie
Fagel was een lid van de familie Fagel en een zoon van Hendrik Fagel (1617-1690), griffier van de Staten-Generaal, en Margaretha Rosa (1629-1706). Hij trouwde in 1693 met Elisabeth Dierquens (1674-1745), dochter van de president van de Raad van Brabant, mr. Salomon Dierquens, uit welk huwelijk acht kinderen werden geboren, onder wie de griffier van de Staten-Generaal Hendrik Fagel (1706-1790).
Fagel studeerde rechten te Leiden en werd na zijn studie in 1686 aangesteld als raadsheer in het Hof van Brabant. In 1705 werd hij benoemd tot raadsheer in het Hof van Holland, Zeeland en West-Friesland hetgeen hij bleef tot aan zijn overlijden. Hij gold als een kundig jurist en een zeer goed rechter.
Fagel was daarnaast regent van het Sint-Nicolaasgasthuis te Den Haag, hoofdingeland van Delfland en enkele malen afgevaardigde van de Staten-Generaal naar de Hollandse Synode. Fagel woonde vanaf 1708 in een door hem gekocht huis aan het Westeinde welke straat in de 18e eeuw ook het "Slop van Fagel" werd genoemd; hij bezat daarnaast het buiten Noordervliet bij Voorburg.
In 1730 was Fagel betrokken bij de verhoren en veroordelingen van sodomieten in 's-Gravenhage, als direct gevolg van de Utrechtse sodomieprocessen.
1. ↑  Nationaal Archief te Den Haag, 3.03.01.01 Inventaris van het archief van het Hof van Holland, 1428-1811, item 5420.3